# Adaílton José dos Santos Filho
Adaílton José dos Santos Filho, detto Adaílton (Salvador, 14 aprile 1983), è un ex calciatore brasiliano, di ruolo difensore.

## Caratteristiche tecniche
Gioca come difensore centrale.

## Carriera

### Club
Debuttò nell'Esporte Clube Vitória nel 1999, dopo aver passato gli anni precedenti nelle giovanili del club.
Nel 2004, dopo la vittoria del Mondiale Under-20, si trasferì al Rennes, dove giocò fino al 2006.
Dal 2007 al 2009 ha giocato nel Santos, con il quale ha vinto il Campeonato Paulista del 2007.
Nel febbraio 2010 si trasferisce al Sion, con il quale vince la Coppa Svizzera nella stagione 2010-11.
Nell'estate 2012 viene acquistato dal club cinese dell'Henan Jianye. Nel giugno 2013 torna al Sion ma subito dopo viene ceduto in prestito al Chiasso.

### Nazionale
Ha partecipato al campionato mondiale di calcio Under-20 2003 con la Nazionale di calcio brasiliana, vincendo la competizione.

## Palmarès

### Club

#### Competizioni Statali
- Campeonato Baiano: 4

Vitória: 1999, 2000, 2002, 2003
- Campeonato Paulista: 1

Santos: 2007
- Copa do Nordeste: 2

Vitória: 1999, 2003

#### Competizioni Nazionali
- Coppa Svizzera: 1

Sion: 2010-11

### Nazionale
- Mondiale Under-20: 1

2003